# Schansspringen op de Olympische Winterspelen 2014 - Landenwedstrijd mannen
De landenwedstrijd voor mannen tijdens de Olympische Winterspelen 2014 vond plaats op 17 februari 2014 in het RusSki Gorkicomplex in Krasnaja Poljana. Regerend olympisch kampioen was Oostenrijk.

## Tijdschema
| Datum       | Lokale tijd | MET   |
| ----------- | ----------- | ----- |
| 17 februari | 21:15       | 18:15 |

## Uitslag
| #      | Bib                    | Land                                                                                | Sprong 1                      | Sprong 1                      | Sprong 1 | Sprong 2                      | Sprong 2                      | Sprong 2 | Puntentotaal                   |
| #      | Bib                    | Land                                                                                | Afstand (m)                   | Punten                        | Rang     | Afstand (m)                   | Punten                        | Rang     | Puntentotaal                   |
| ------ | ---------------------- | ----------------------------------------------------------------------------------- | ----------------------------- | ----------------------------- | -------- | ----------------------------- | ----------------------------- | -------- | ------------------------------ |
| Goud   | 11 11–1 11–2 11–3 11–4 | Duitsland Andreas Wank Marinus Kraus Andreas Wellinger Severin Freund               | 533.0 132.0 136.5 133.0 131.5 | 519.0 123.2 136.1 125.3 134.4 | 1        | 528.0 128.0 134.5 131.0       | 522.1 125.5 132.0 133.9 130.7 | 2        | 1041.1 248.7 268.1 259.2 265.1 |
| Zilver | 12 12–1 12–2 12–3 12–4 | Oostenrijk Michael Hayböck Thomas Morgenstern Thomas Diethart Gregor Schlierenzauer | 527.5 134.0 129.0 136.0 128.5 | 516.5 127.7 124.3 136.0 128.5 | 2        | 528.0 130.0 133.5 132.5 132.0 | 521.9 130.4 129.9 130.2 131.4 | 3        | 1038.4 258.1 254.2 266.2 259.9 |
| Brons  | 8 8–1 8–2 8–3 8–4      | Japan Reruhi Shimizu Taku Takeuchi Daiki Ito Noriaki Kasai                          | 524.0 132.5 127.0 130.5 134.0 | 507.5 127.8 117.9 130.3 131.5 | 3        | 527.5 131.5 130.0 132.0 134.0 | 517.4 132.6 120.5 127.0 137.3 | 4        | 1024.9 260.4 238.4 257.3 268.8 |
| 4      | 9 9–1 9–2 9–3 9–4      | Polen Maciej Kot Piotr Żyła Jan Ziobro Kamil Stoch                                  | 513.5 131.5 121.0 130.5 130.5 | 489.2 125.0 107.2 127.8 129.2 | 4        | 529.0 129.0 132.0 133.0 135.0 | 522.6 126.8 126.3 129.7 139.8 | 1        | 1011.8 251.8 233.5 257.5 269.0 |
| 5      | 10 10–1 10–2 10–3 10–4 | Slovenië Jurij Tepeš Robert Kranjec Jernej Damjan Peter Prevc                       | 515.0 133.0 120.5 128.0 133.5 | 488.2 127.1 103.9 119.5 137.7 | 5        | 524.0 126.5 131.0 130.5 136.0 | 507.4 121.2 121.9 125.3 139.0 | 5        | 995.6 248.3 225.8 244.8 276.7  |
| 6      | 7 7–1 7–2 7–3 7–4      | Noorwegen Anders Bardal Anders Fannemel Anders Jacobsen Rune Velta                  | 511.0 137.5 129.5 119.0 125.0 | 486.0 137.7 123.4 111.5 113.4 | 6        | 522.0 133.0 130.5 125.5       | 504.7 134.8 125.4 125.8 118.7 | 6        | 990.7 272.5 248.8 237.3 232.1  |
| 7      | 6 6–1 6–2 6–3 6–4      | Tsjechië Jakub Janda Antonín Hájek Roman Koudelka Jan Matura                        | 504.0 131.0 128.0 122.5 122.5 | 476.0 123.3 121.4 122.1 109.2 | 7        | 516.5 127.5 131.0 130.5 127.5 | 491.8 121.6 126.1 118.0       | 7        | 967.8 244.9 247.5 248.2 227.2  |
| 8      | 5 5–1 5–2 5–3 5–4      | Finland Anssi Koivuranta Jarkko Määttä Olli Muotka Janne Ahonen                     | 505.5 129.5 128.5 123.0 124.5 | 461.5 120.8 117.1 113.2 110.4 | 8        | 512.0 130.0 124.0 126.0 132.0 | 481.3 126.5 110.5 114.1 130.2 | 8        | 942.8 247.3 227.6 227.3 240.6  |
| 9      | 4 4–1 4–2 4–3 4–4      | Rusland Ilmir Hazetdinov Aleksej Romasjov Dmitri Vasiljev Denis Kornilov            | 487.5 121.0 124.5 123.5 118.5 | 422.3 102.1 108.5 113.2 98.5  | 9        |                               |                               |          | 422.3 102.1 108.5 113.2 98.5   |
| 10     | 2 2–1 2–2 2–3 2–4      | Verenigde Staten Peter Frenette Nicholas Fairall Anders Johnson Nicholas Alexander  | 479.0 113.0 120.5 119.0 126.5 | 402.5 84.2 102.0 101.9 114.4  | 10       |                               |                               |          | 402.5 84.2 102.0 101.9 114.4   |
| 11     | 1 1–1 1–2 1–3 1–4      | Zuid-Korea Kang Chil-ku Kim Hyun-ki Choi Heung-chul Choi Se-ou                      | 476.5 116.5 126.0 117.0 117.0 | 402.0 91.2 113.5 99.5 97.8    | 11       |                               |                               |          | 402.0 91.2 113.5 99.5 97.8     |
| 12     | 3 3–1 3–2 3–3 3–4      | Canada Trevor Morrice Dusty Korek Matthew Rowley MacKenzie Boyd-Clowes              | 488.0 117.5 121.5 125.5 123.5 | 399.2 94.3 102.6 94.7 107.6   | 12       |                               |                               |          | 399.2 94.3 102.6 94.7 107.6    |